# Glossostigma
Glossostigma – rodzaj roślin z rodziny Phrymaceae. Należy do niego 6 gatunków. Większość gatunków występuje w Australii lub Nowej Zelandii, tylko jeden – G. diandrum ma szerszy zasięg obejmujący południową Azję (Indie, Cejlon i Wietnam) oraz środkowo-zachodnią Afrykę i Kenię. Są to drobne i krótkotrwałe rośliny rozwijające się na mulistym dnie zbiorników.

## Morfologia
PokrójRośliny zielne (roczne i wieloletnie) tworzące maty na dnie zbiornika, z łodygami ścielącymi się.
LiścieNaprzeciwległe, blaszka całobrzega, mięsista.
KwiatyWyrastają pojedynczo w kątach liści, bez przysadek. Osadzone na szypułkach różnej długości i siedzące. Kielich z 3 lub 4 działkami zrośniętymi w dzwonkowaty lub urnowaty kształt, zwykle grzbiecisty. Korona kwiatu biała, czasem z niebieskawa, różowawa lub fioletowo nabiegła. Grzbiecista, ze słabo zróżnicowanymi jednak wargami. Dolna warga z trzema łatkami, a górna z dwoma. Pręciki są zwykle dwa, rzadko cztery i wówczas dwa z nich dłuższe. Nitki pręcików są nagie. Zalążnia górna, z dwóch zrośniętych owocolistków, dwukomorowa. Znamię drobne lub szerokie.
OwoceTorebki zawierające kilkadziesiąt spłaszczonych nasion.

## Systematyka
Rodzaj roślin z rodziny Phrymaceae.
Wykaz gatunków
- Glossostigma cleistanthum W.R.Barker
- Glossostigma diandrum (L.) Kuntze
- Glossostigma drummondii Benth.
- Glossostigma elatinoides (Benth.) Hook.f.
- Glossostigma submersum Petrie
- Glossostigma trichodes F.Muell.